# L'organitzadora de bodes
L'organitzadora de bodes o La wedding planner (títol original, Jour J) és una pel·lícula francesa de comèdia del 2017 dirigida per Reem Kherici. S'ha doblat al català central per a TV3 amb el títol de L'organitzadora de bodes, i al valencià per a À Punt amb el nom de La wedding planner.
El rodatge va començar el juliol de 2016.

## Sinopsi
Amb motiu d'una infidelitat romàntica del seu company Mathias, l'Alexia descobreix una targeta de visita a nom de la Juliette, una organitzadora de noces. La idea porta l'Alexia de casar-se amb en Mathias, que experimentarà l'organització d'aquest matrimoni amb la seva amant.